# عزلة (تصوف)
الْعُزْلَةُ عند الصوفية هو أحد أركان التصوف لدى المريد والسالك في وسطية تقيه من تفريط العزلة الاجتماعية، وحتى التوحد، ومن إفراط الاختلاط.

## العزلة في القرآن
ذكر القرآن كلمة الْعُزْلَةِ، أو (الاسم: مَعْزِلٌ) و (الفعل: عَزَلَ)، ضمن العديد من الآيات في قول الله :
- سورة هود: ﴿وَهِيَ تَجْرِي بِهِمْ فِي مَوْجٍ كَالْجِبَالِ وَنَادَى نُوحٌ ابْنَهُ وَكَانَ فِي مَعْزِلٍ يَا بُنَيَّ ارْكَبْ مَعَنَا وَلَا تَكُنْ مَعَ الْكَافِرِينَ ۝٤٢﴾ [هود:42].(1)
- سورة الأحزاب: ﴿تُرْجِي مَنْ تَشَاءُ مِنْهُنَّ وَتُؤْوِي إِلَيْكَ مَنْ تَشَاءُ وَمَنِ ابْتَغَيْتَ مِمَّنْ عَزَلْتَ فَلَا جُنَاحَ عَلَيْكَ ذَلِكَ أَدْنَى أَنْ تَقَرَّ أَعْيُنُهُنَّ وَلَا يَحْزَنَّ وَيَرْضَيْنَ بِمَا آتَيْتَهُنَّ كُلُّهُنَّ وَاللَّهُ يَعْلَمُ مَا فِي قُلُوبِكُمْ وَكَانَ اللَّهُ عَلِيمًا حَلِيمًا ۝٥١﴾ [الأحزاب:51].(2)

كما ذكر كتاب الله  كلمة الْاِعْتِزَالِ، أو الفعل اعْتَزَلَ، ضمن العديد من الآيات:
- سورة البقرة: ﴿وَيَسْأَلُونَكَ عَنِ الْمَحِيضِ قُلْ هُوَ أَذًى فَاعْتَزِلُوا النِّسَاءَ فِي الْمَحِيضِ وَلَا تَقْرَبُوهُنَّ حَتَّى يَطْهُرْنَ فَإِذَا تَطَهَّرْنَ فَأْتُوهُنَّ مِنْ حَيْثُ أَمَرَكُمُ اللَّهُ إِنَّ اللَّهَ يُحِبُّ التَّوَّابِينَ وَيُحِبُّ الْمُتَطَهِّرِينَ ۝٢٢٢﴾ [البقرة:222].(3)
- سورة النساء: ﴿إِلَّا الَّذِينَ يَصِلُونَ إِلَى قَوْمٍ بَيْنَكُمْ وَبَيْنَهُمْ مِيثَاقٌ أَوْ جَاءُوكُمْ حَصِرَتْ صُدُورُهُمْ أَنْ يُقَاتِلُوكُمْ أَوْ يُقَاتِلُوا قَوْمَهُمْ وَلَوْ شَاءَ اللَّهُ لَسَلَّطَهُمْ عَلَيْكُمْ فَلَقَاتَلُوكُمْ فَإِنِ اعْتَزَلُوكُمْ فَلَمْ يُقَاتِلُوكُمْ وَأَلْقَوْا إِلَيْكُمُ السَّلَمَ فَمَا جَعَلَ اللَّهُ لَكُمْ عَلَيْهِمْ سَبِيلًا ۝٩٠﴾.(4)
- سورة النساء: ﴿سَتَجِدُونَ آخَرِينَ يُرِيدُونَ أَنْ يَأْمَنُوكُمْ وَيَأْمَنُوا قَوْمَهُمْ كُلَّ مَا رُدُّوا إِلَى الْفِتْنَةِ أُرْكِسُوا فِيهَا فَإِنْ لَمْ يَعْتَزِلُوكُمْ وَيُلْقُوا إِلَيْكُمُ السَّلَمَ وَيَكُفُّوا أَيْدِيَهُمْ فَخُذُوهُمْ وَاقْتُلُوهُمْ حَيْثُ ثَقِفْتُمُوهُمْ وَأُولَئِكُمْ جَعَلْنَا لَكُمْ عَلَيْهِمْ سُلْطَانًا مُبِينًا ۝٩١﴾ [النساء:91].(5)
- سورة الكهف: ﴿وَإِذِ اعْتَزَلْتُمُوهُمْ وَمَا يَعْبُدُونَ إِلَّا اللَّهَ فَأْوُوا إِلَى الْكَهْفِ يَنْشُرْ لَكُمْ رَبُّكُمْ مِنْ رَحْمَتِهِ وَيُهَيِّئْ لَكُمْ مِنْ أَمْرِكُمْ مِرفَقًا ۝١٦﴾ [الكهف:16].(6)
- سورة مريم: ﴿وَأَعْتَزِلُكُمْ وَمَا تَدْعُونَ مِنْ دُونِ اللَّهِ وَأَدْعُو رَبِّي عَسَى أَلَّا أَكُونَ بِدُعَاءِ رَبِّي شَقِيًّا ۝٤٨﴾.(7)
- سورة مريم: ﴿فَلَمَّا اعْتَزَلَهُمْ وَمَا يَعْبُدُونَ مِنْ دُونِ اللَّهِ وَهَبْنَا لَهُ إِسْحَاقَ وَيَعْقُوبَ وَكُلًّا جَعَلْنَا نَبِيًّا ۝٤٩﴾ [مريم:49].(8)
- سورة الدخان: ﴿وَإِنْ لَمْ تُؤْمِنُوا لِي فَاعْتَزِلُونِ ۝٢١﴾ [الدخان:21].(9)

## شروط العزلة
بَيَّنَ التابعي إبراهيم بن يزيد النخعي  وغيره بأن الفقه في دين الله  شرط أصيل قبل التعبد بورد العزلة، وذلك في قوله:
| عزلة (تصوف)                                                           | تَفَقَّهْ ثُمَّ اعْتَزِلْ | عزلة (تصوف) |
| — إبراهيم بن يزيد النخعي ، إتحاف السادة المتقين بشرح إحياء علوم الدين |               |             |

فمن اعتزل واختلى قبل التعلم فهو في الأكثر مضيع أوقاته بنوم أو تفكر في هوس وأوهام، وغايته أن يستغرق الأوقات بأوراد يستوعبها، ولا ينفك في أعماله بالبدن والقلب عن أنواع من الغرور يخيب سعيه ويبطل عمله بحيث لا يدري، ولا ينفك اعتقاده في الله وصفاته عن أوهام يتوهمها ويأنس بها، وعن خواطر فاسدة تعتريه فيها، فيكون في أكثر أحواله ضحكة للشيطان وهو يرى نفسه من العابدين.
فالعلم هو أصل الدين فلا خير في عزلة العوام والجهال من الذين لا يحسنون العبادة في العزلة، ولا يعرفون جميع ما يلزمهم فيها، لأن مثال نفس المريد مثال مريض يحتاج إلى طبيب متلطف يعالجه، فالمريض الجاهل إذا خلا بنفسه عن الطبيب قبل أن يتعلم الطب تضاعف لا محالة مرضه، فلا تليق لذلك العزلةُ إلا بالْعَالِمِ.

## ثمرات العزلة
السالك المستقيمُ على أمر الله  ضمن أركان التصوف تجعلُه استقامته يتلذذ ويتذوق ثمرات العزلة على قلبه كنوع من أنواع الواردات المترتبة عن هذا الْوِرْدِ، والتي منها:

### التفكر
بَيَّنَ الإمام ابن عطاء الله السكندري  بأن من ثمرات وِرْدِ العزلة على قلوب المريدين تدريبهم على التفكر، وذلك في حكمته التي نصها:
| عزلة (تصوف)                               | مَا نَفَعَ الْقَلْبَ شَيْءٌ مِثْلُ عُزْلَةٍ يَدْخُلُ بِهَا مَيْدَانَ فِكْرَةٍ | عزلة (تصوف) |
| — ابن عطاء الله السكندري ، الحكم العطائية |                                               |             |

وشَرَحَ الإمام محمد سعيد رمضان البوطي  هذه الحكمة العطائية الخاصة بثمرة التفكر في قوله:
| عزلة (تصوف)                                                                 | ينبغي أن نلاحظ أن ابن عطاء الله عبّر بكلمة (عزلة) منكرة، ولم يعبر بكلمة (العزلة) معرّفة. وبين النكرة والمعرفة فرق دقيق في المعنى. كلمة (عزلة) منكرة تدل على التقليل بينما المعرّفة ب (أل) تدل على التكثير. فعندما يقول: ﴿ما نفع القلب مثل عزلة﴾ يعني مثل شيء من العزلة، ولو قال: ما نفع القلب مثل العزلة، لكان معناه: ما نفع القلب شيء مثل العزلة الدائمة. وهو إنما يريد التنبيه إلى أن المشروع والمطلوب إنما هو شيء من العزلة، لا أن يتخذ الإنسان منها منهجا لحياته كلها، فيبتعد عن المجتمع ويقصي نفسه عن الدنيا في كهف من الغربة والابتعاد عن الناس وشؤونهم. إن هذا الثاني يتنافى مع الفطرة الإنسانية، إذ الإنسان اجتماعي بطبعه. فمن أجل هذا ساق ابن عطاء الله الكلمة نكرة، ولم يأت بها معرّفة ب (أل). إذن العزلة ليست مرادة لذاتها وإنما هى مطلوبة لتكون مناخاً وظرفاً مناسباً للتأمل والتفكير. أي فلو أن أحدنا أخذ الشطر الأول من هذه الحكمة فألزم نفسه بمنهاج من العزلة، يخلو فيها مع نفسه ساعة أو ساعتين كل يوم، يعانق هذه العزلة لذاتها بعيداً عن أي عمل، بعيداً عن القراءة، بعيداً عن أي وظيفة فكرية، فهو سلوك جانح مختل، لا يأتي لصاحبه بأي خير، بل هو بالأحرى سلوك ضارّ للنفس ومزهق للوقت. العزلة التي يندبنا إليها الإسلام وينبهنا إليها ابن عطاء الله هي تلك التي تكون مناخاً ومجالاً للتأمل والتفكر فيما يفيد الإنسان وفيما يقربه إلى الله وفيما يعتقه من أسباب الشقوة التى تتربص بالإنسان. | عزلة (تصوف) |
| — محمد سعيد رمضان البوطي ، فرحة النفوس بشرح تاج العروس الحاوي لتهذيب النفوس | |             |

فلا بد للإنسان من العزلة من حين لآخر حيث يكون منفرداً، ولا بد أن يملأ فراغ خلوته بمادة يسلط عليها فكرة للمناقشة وللتأمل والنظر. ومما يعين على شغل فراغ خلوة الإنسان بالشيء النافع الاشتغال بأبواب الفكر الكثيرة التي منها:
1. التفكر في آيات الله  عبر الكون والمخلوقات.
2. التفكر في نعم وآلاء الله  على عباده.
3. التفكر في وعد الله  جزاء لأوليائه.
4. التفكر في وعيد الله  عقابا لأعدائه.
5. التفكر في تقصير نفس المريد عن طاعة وعبادة الله .
6. التفكر في إحاطة علم الله  بالمريد ونظره إليه.
7. التفكر في الحياة الدنيا وكثرة أشغالها وسرعة زوالها، وفي الآخرة ونعيمها ودوامها.
8. التفكر في نزول الموت، وحصول الحسرة والندامة بعد الموت.

وفائدة هذا التفكر تكمن في قصر الأمل وإصلاح العمل وإعداد الزاد ليوم المعاد، وينبغي أن يستحضر السالك عند كل نوع من التفكر ما يناسبه من الآيات والأخبار والآثار، ويجتنب التفكر في ذات الله  وصفاته من حيث تطلب الماهية وتعقل الكيفية، كما ورد في الحديث النبوي نصه:
روي عن عبد الله بن عباس  في كتاب العظمة لأبي الشيخ الأصبهاني: 
| عزلة (تصوف) | تَفَكَّرُوا فِي الْخَلْقِ، وَلَا تَفَكَّرُوا فِي الْخَالِقِ، فَإِنَّكُمْ لَا تَقْدُرُونَ قَدْرَهَ، حديث مرفوع | عزلة (تصوف) |

فإذا اختلى المريد في كل يوم ساعة، أو كل أسبوع يوما، أو كل حسب طبيعة عمله، وأجرى فكره في أبواب الخير فسوف يقطف ثمرة ذلك لينًا في قلبه وصفاء في فكره وتقرباً إلى ربه .

### السلامة
من ثمرات العزلة على المريد حصول سلامة دينه بتجنب الناس الذين لا يترتب عن مخالطتهم الاستفادة من علوم الدين، إذا ما غلب على مجالستهم المماراة بالكلام المزخرف الذي يهدف إلى استمالة العوام في معرض الوعظ أو الجدل المعقد، أو الذي يتوصل به إلى إفحام الأقران والتقرب به إلى ذوي الجاه.
فإذا كان المجالِسون متصفين بالمنافسة والمباهاة، وليس من همومهم إلا الوجاهة والصدارة الاجتماعية للتوصل والتقدم على الأمثال وتولي الولايات واجتلاب الأموال، فهؤلاء كلهم يقتضي الدين والحزم الاعتزال عنهم.
ولكن إن صادف المريدُ مجالسا صالحا له، وطالبا لمرضاة الله ، ومتقربا بالعلم إلى الله ، فأكبر الكبائر الاعتزال عنه وكتمان العلم منه، ومخالطته بالإحسان.
ذلك أن مخالطة الناس تجلب للمريد منغصات كثيرة كالظلم والبغي والخصومة والعدوان والتحاسد، كما بينه القرآن في سورة ص:
- سورة ص: ﴿قَالَ لَقَدْ ظَلَمَكَ بِسُؤَالِ نَعْجَتِكَ إِلَى نِعَاجِهِ وَإِنَّ كَثِيرًا مِنَ الْخُلَطَاءِ لَيَبْغِي بَعْضُهُمْ عَلَى بَعْضٍ إِلَّا الَّذِينَ آمَنُوا وَعَمِلُوا الصَّالِحَاتِ وَقَلِيلٌ مَا هُمْ وَظَنَّ دَاوُدُ أَنَّمَا فَتَنَّاهُ فَاسْتَغْفَرَ رَبَّهُ وَخَرَّ رَاكِعًا وَأَنَابَ ۝٢٤﴾ [ص:24].(12)

فعلى المريد أن ينتبه حين اختياره للعزلة بأن عادة أكثر الخلطاء والقرناء هي الظلم لأنه من صفة النفوس غير المستقيمة، أما المؤمنون العاملون فإن ما معهم من الإيمان والعمل الصالح يمنعهم من هذا الظلم، وهذا هو مطلب المريد الصادق من عزلته وخلوته.

## العزلة والخلوة
بَيَّنَ الإمام محيي الدين بن عربي  بأن ورد العزلة قد يحتاج مكانا خاصا هو الخلوة، كغرفة مسدودة الباب، وذلك في قوله:
| عزلة (تصوف)                                     | قَالَ لِي شَيْخِي: سُدَّ الْبَابَ، وَاقْطَعِ الْأَسْبَابَ، وَجَالِسِ الْوَهَّابَ. | عزلة (تصوف) |
| — محيي الدين بن عربي ، الإسرا إلى المقام الأسرى |                                                     |             |

فالعزلة في مكان خلوة تكون بوجوهها وصورها نوعا من الاعتكاف، لكن لا بالمسجد وربما كانت به.

## مدة العزلة
أكثر مدة العزلة عند الصوفية لا حد له، لكن السنة النبوية تشير للأربعين يوما كمواعيد النبي موسى  التي وردت في القرآن:
- سورة البقرة: ﴿وَإِذْ وَاعَدْنَا مُوسَى أَرْبَعِينَ لَيْلَةً ثُمَّ اتَّخَذْتُمُ الْعِجْلَ مِنْ بَعْدِهِ وَأَنْتُمْ ظَالِمُونَ ۝٥١﴾ [البقرة:51].(10)
- سورة الأعراف: ﴿وَوَاعَدْنَا مُوسَى ثَلَاثِينَ لَيْلَةً وَأَتْمَمْنَاهَا بِعَشْرٍ فَتَمَّ مِيقَاتُ رَبِّهِ أَرْبَعِينَ لَيْلَةً وَقَالَ مُوسَى لِأَخِيهِ هَارُونَ اخْلُفْنِي فِي قَوْمِي وَأَصْلِحْ وَلَا تَتَّبِعْ سَبِيلَ الْمُفْسِدِينَ ۝١٤٢﴾ [الأعراف:142].(11)

والقصد ابتداء في مدة العزلة أن تكون ثلاثين يوما، إذ هي أصل المواعيد، وقد اعتزل المصطفى ﷺ في غار حراء شهرًا كاملا كما في حديث صحيح مسلم الذي نصه:
روي عن جابر بن عبد الله الأنصاري  في صحيح مسلم: 
| عزلة (تصوف) | أُحَدِّثُكُمْ مَا حَدَّثَنَا رَسُولُ اللَّهِ ﷺ، قَالَ: جَاوَرْتُ بحِراءٍ شَهْرًا، فَلَمَّا قَضَيْتُ جِوَارِي نَزَلْتُ فَاسْتَبْطَنْتُ بَطْنَ الْوَادِي، فَنُودِيتُ فَنَظَرْتُ أَمَامِي وَخَلْفِي، وَعَنْ يَمِينِي، وَعَنْ شِمالِي، فَلَمْ أَرَ أَحَدًا، ثُمَّ نُودِيتُ فَنَظَرْتُ فَلَمْ أَرَ أَحَدًا، ثُمَّ نُودِيتُ فَرَفَعْتُ رَأْسِي، فَإِذَا هُوَ عَلَى الْعَرْشِ فِي الْهَوَاءِ، يَعْنِي جِبْرِيلَ ، فَأَخَذَتْنِي رَجْفَةٌ شَدِيدَةٌ، فَأَتَيْتُ خَدِيجَةَ ، فَقُلْتُ: دَثِّرُونِي، فَدَثَّرُونِي، فَصَبُّوا عَلَيَّ مَاءً، فَأَنْزَلَ اللَّهُ : ﴿يَا أَيُّهَا الْمُدَّثِّرُ ۝١ قُمْ فَأَنْذِرْ ۝٢ وَرَبَّكَ فَكَبِّرْ ۝٣ وَثِيَابَكَ فَطَهِّرْ ۝٤﴾ [المدثر:1–4]، حديث صحيح | عزلة (تصوف) |

وَوَرَدَ في حديث نبوي فضل الأربعين يوما من العبادة الخالصة، والذي نصه:
روي عن أنس بن مالك  في مسند أحمد: 
| عزلة (تصوف) | مَنْ أَخْلَصَ لِلَّهِ أَرْبَعِينَ يَوْمًا، تَفَجَّرَتْ يَنَابِيعُ الْحِكْمَةِ مِنْ قَلْبِهِ عَلَى لِسَانِهِ | عزلة (تصوف) |

## محاذير العزلة
إن الشيطان الرجيم يحاول دائما أن يستدرج المريد المنفرد الوحيد المعتزل المختلي نحو البدعة والزندقة من خلال محاولة إيهامه بخدع صوتية وبصرية ووسواسية لا ينجو من مخالبها ومثالبها إلا العارفون الموفَّقون.
فقد أورد الإمام شمس الدين القرطبي  في تفسيره الجامع لأحكام القرآن أن من محاذير ومضار العزلة غير المنضبطة بالوسطية والاعتدال تلاعب الشيطان بالمريد الذي يغلو في العزلة والجوع حتى تظهر له خيالات ليست من الكرامات والأنوار الإلهية في شيء، وفي هذا يقول:
| عزلة (تصوف)                                | وَسَمِعْتُ شَيْخَنَا الإِمَامَ أَبَا مُحَمَّدِ عَبْدَ الْمُعْطِي بِثَغْرِ الإِسْكَنْدَرِيَّةِ يَقُولُ: · إِنَّ شَيْطَانًا يُقَالُ لَهُ الْبَيْضَاوِيُّ يَتَمَثَّلُ لِلْفُقَرَاءِ الْمُوَاصِلِينَ فِي الصِّيَامِ، فَإِذَا اسْتَحْكَمَ مِنْهُمُ الْجُوعُ، وَأَضَرَّ بِأَدْمِغَتِهِمْ، يَكْشِفُ لَهُمْ عَنْ ضِيَاءٍ وَنُورٍ حَتَّى يَمْلَأَ عَلَيْهِمُ الْبُيُوتَ، فَيَظُنُّونَ أَنَّهُمْ قَدْ وَصَلُوا، وَأَنَّ ذَلِكَ مِنَ اللَّهِ ، وَلَيْسَ كَمَا ظَنُّوا. | عزلة (تصوف) |
| — شمس الدين القرطبي ، الجامع لأحكام القرآن | |             |

وكان الشيخ عبد القادر الجيلاني  من الصالحين وكان من أولياء الله الذين ظهرت عليهم بعض الكرامات، فتربص به الشيطان أثناء عزلته وحاول استدراجه نحو البدعة والانحراف، فاستطاع كشف حيلة الشيطان بسبب معرفته بالفرق بين «السر الرباني» و«الإفك الشيطاني».
فقال له الصوت: يا عبد القادر؟؟؟ فقلت: لَبَّيْكَ!!!

ثم قال له الصوت: لقد أحببناك يا عبد القادر. فقال الشيخ: لقد ذوبت ذوباناً كما يذوب الملح في الماء، وظن أن الله أرسل له ملكاً يكلمه أو أن الله سيكلمه كما كلم نبى الله موسى -عليه السلام-.

وقال له الصوت: ولقد قربناك يا عبد القادر. فقال الشيخ: فاقشعر جلدي.

ثم قال له الصوت: أنا ربُّك يا عبد القادر. فقلت: لَبَّيْكَ رَبِّي، لبيك.

فقال له الصوت: أحللنا لك الحرام يا عبد القادر. فتبدل حال الشيخ وقال لصاحب هذا الصوت: اذهب يا لعين.

## وصلات خارجية
- "أصول الطريق: الجوع والصمت والسهر والعزلة": قناة الوابل الطيب في جويلية 2013م على يوتيوب.
- "الرسالة القشيرية: باب الخلوة والعزلة": الشيخ يسري جبر في جانفي 2019م على يوتيوب.
- "شرح التحفة في التصوف: العزلة والخلوة": الشيخ عبد السلام أبو الفضل في أفريل 2014م على يوتيوب.
- "الاجتماع والعزلة عند الصوفية": الشيخ معاذ سعيد حوى في أفريل 2020م على يوتيوب.
- "الحكم العطائية: العزلة": الشيخ علي جمعة في سبتمبر 2017م على يوتيوب.

## هوامش
- 1 سورة هود، الآية: 42.
- 2 سورة الأحزاب، الآية: 51.
- 3 سورة البقرة، الآية: 222.
- 4 سورة النساء، الآية: 90.
- 5 سورة النساء، الآية: 91.
- 6 سورة الكهف، الآية: 16.
- 7 سورة مريم، الآية: 48.
- 8 سورة مريم، الآية: 49.
- 9 سورة الدخان، الآية: 21.
- 10 سورة البقرة، الآية: 51.
- 11 سورة الأعراف، الآية: 142.
- 12 سورة ص، الآية: 24.